# Doddamagge, Arkalgud
Doddamagge là một làng thuộc tehsil Arkalgud, huyện Hassan, bang Karnataka, Ấn Độ.